# Yūki Kobayashi (ur. 1992)
Yūki Kobayashi (jap. 小林 祐希 Kobayashi Yūki; ur. 24 kwietnia 1992 w Tokio) – japoński piłkarz, reprezentant kraju. Obecnie występuje w Heerenveen.

## Kariera klubowa
Od 2010 do 2016 roku występował w klubach Tokyo Verdy i Júbilo Iwata. Od 2016 roku gra w zespole Heerenveen.

## Kariera reprezentacyjna
W reprezentacji Japonii zadebiutował w 2016.

## Statystyki
| Reprezentacja Japonii | Reprezentacja Japonii | Reprezentacja Japonii |
| Rok                   | Mecze                 | Gole                  |
| --------------------- | --------------------- | --------------------- |
| 2016                  | 2                     | 1                     |
| 2017                  | 2                     | 0                     |
| Razem                 | 2                     | 1                     |